# Bertha-Benz-Schule
Die Bertha‑Benz‑Schule ist eine Grundschule im Ortsteil Nöttingen der Gemeinde Remchingen, Baden-Württemberg. Der zweigeschossige Massivbau wurde 1900 errichtet. Das Schulgebäude ist ein Kulturdenkmal.
Das Gebäude steht unter Denkmalschutz und gilt als Zeugnis für Schulbauarchitektur um 1900.

## Architektur und Geschichte
Das Gebäude ist ein zweigeschossiger Massivbau mit einem mittig hervorgehobenen, giebelbekrönten Mittelrisalit. Die Fassade zeigt eine Werksteingliederung aus rotem Sandstein kombiniert mit gelbem Ziegelmauerwerk. Besonders markant sind die ornamental gestalteten Maueranker, die dem Bauwerke einen gotisierenden Charakter verleihen. Die Jahreszahl „1900“ auf dem Risalit weist auf das Baujahr hin.
Vor dem Haupteingang befindet sich ein historischer Pumpbrunnen mit Sandsteintrog sowie einem gusseisernem Brunnenstock und Schwengelpumpe. Dieser diente einst der Trinkwasserversorgung der Schule mittels Tiefbrunnen.

### Erweiterung
In den 2000er Jahren wurde die Schule um einen Neubau mit vier weiteren Klassenzimmern erweitert. Der Neubau ist mittels Verbindungsbrücke erreichbar. Hinter dem Neubau ist ein Pausenhof mit Geräteschuppen, einer Spielechse sowie einem Klettergerüst. 2013 wurde eine Feuerschutztreppe eingebaut.

## Schulbetrieb
Die Bertha‑Benz‑Schule ist eine öffentliche Grundschule mit aktuell etwa 126 Schülerinnen und Schülern. Ergänzt wird das schulische Angebot durch Kernzeit‑, Hausaufgaben- und Ferienbetreuung sowie ein Mittagsessen. Außerdem gibt es Sozialarbeit an der Schule.

### Förderverein
Der 1997 gegründete Förderverein „Sprössling e. V.“ unterstützt die Schule bei Projekten.

## Namensgebung
Benannt ist die Schule nach Bertha Benz (1849–1944), Ehefrau von Carl Benz und Pionierin des Automobils. Benz fuhr bei der ersten Fernfahrt eines Autos 1888 auf der heute als Bertha Benz Memorial Route bezeichneten Strecke durch Remchingen.